# Melanie Chandra
Melanie Chandra, wł. Melanie Kannokada (ur. 28 lutego 1984 r. w Park Ridge) – amerykańska aktorka filmowa i serialowa.

## Filmografia
- 2010: Bicycle Bride jako Beena[2]
- 2011: Son of Morning jako TV Spectator[2]
- 2012: Love, Lies and Seeta jako Seeta McKinsey[2]
- 2013: D for Dopidi jako Shalini[2]
- 2015: Świat w opałach jako Fareeda[2]
- 2015: For Here or to Go? jako Shveta[2]
- 2015–2017: Code Black: Stan krytyczny jako Malaya Pineda[2]
- 2016: Brown Nation jako Roli[2]
- 2017: Prawo i porządek: sekcja specjalna jako Lela Samra[2]